# Arthrotus tarsalis
Arthrotus tarsalis es un coleóptero de la familia Chrysomelidae. Fue descrita científicamente por primera vez en 1932 por Victor Laboissière.